# Stephan Breith
Stephan Breith (* 1950 in Köln) ist ein deutscher Cellist.

## Leben und Wirken
Stephan Breith ist der Sohn des Violinisten und langjährigen Konzertmeisters des Hr-Sinfonieorchesters Alfred Breith. Er studierte bei Alexander Molzahn, Leo Koscielny, Siegfried Palm und Enrico Mainardi und legte seine künstlerische Reifeprüfung und das Konzertexamen in Köln ab. Von 1977 bis 2015 war er Erster Solocellist des Hessischen Staatsorchesters Wiesbaden und wurde 1992 zu dessen Konzertmeister ernannt. Von 1997 bis 2015 war er zudem Mitglied des Orchesters der Bayreuther Festspiele.
Breith spielte Uraufführungen von Werken der Komponisten Hans Zender, Mauricio Kagel, Wilfried Maria Danner, Paul-Heinz Dittrich, Theo Brandmüller, Volker David Kirchner, Bertold Hummel, Robert HP Platz, Jörn Arnecke, Milko Kelemen, Wolfgang Köhler, Winfried Toll, Pierre Even, Isidora Radita, Pèter Köszeghy und anderen.
Als Mitglied des französischen Ensemble Instrumental Andrée Colson unternahm Breith Konzertreisen durch Südostasien, Australien, Afrika und Europa. Neben Auftritten mit verschiedenen kammermusikalischen Ensembles arbeitete er auch vielfach mit Choreographen und Tänzern zusammen und trat mit Rockbands (Rock around Barock) und mit Orgel-, Harfen-, Gitarren- und Bandonoenbegleitung auf. Seit 1995 bildet er mit Carin Levine (Flöte) und Kristi Becker das Trio The Cologne Connection, mit der er ebenfalls zahlreiche Uraufführungen und Rundfunkproduktionen spielte. Nach 2000 initiierte er mehrere Konzertreihen darunter Rendezvous um 11h im Museum Wiesbaden (ab 2003) und Musik-Wort-Malerei+Wein in Herxheim (ab 2004). Seit 2007 spielt er im Quartett von Gabriel Vallejo (mit Helena Rüegg und Winfried Holzenkamp), mit dem er u. a. das Album Un nuevo comenzo aufnahm.
Breith wirkt außerdem er als Dozent beim Bayerischen Landesjugendorchester, dem Hessischen Landesjugendorchester, der Akademie für Tonkunst in Darmstadt und beim Taiwan Youth Orchestra.

## Hörbeispiele
- Konzert mit Maria Sofianska (Klavier) Werke von Robert Schumann, Clara Schumann und Johannes Brahms